# Vilella (Rigardà)
Vilella és un antic poble, ara totalment despoblat, del terme comunal de Rigardà, a la comarca del Conflent, de la Catalunya del Nord.
Està situat al nord-est del poble de Rigardà, no gaire lluny seu. L'església de Santa Eulàlia de Vilella, únic element del poble de Vilella conservat, havia estat la primitiva església parroquial de tot el terme de Rigardà.